# Grammy Award alla miglior interpretazione urban/alternative
Il Grammy Award alla miglior interpretazione urban/alternative (Grammy Award for Best Urban/Alternative Performance) era un premio Grammy, istituito nel 2003 e dismesso nel 2011. Premia il miglior brano musicale dell'anno precedente considerato come esponente del genere urban alternativo.
Esempi del genere sono Alternative hip hop, electro funk, jazz, soul e reggae.

## Vincitori e candidati

### Anni 2000
- 2003
  - India.Arie - Little Things

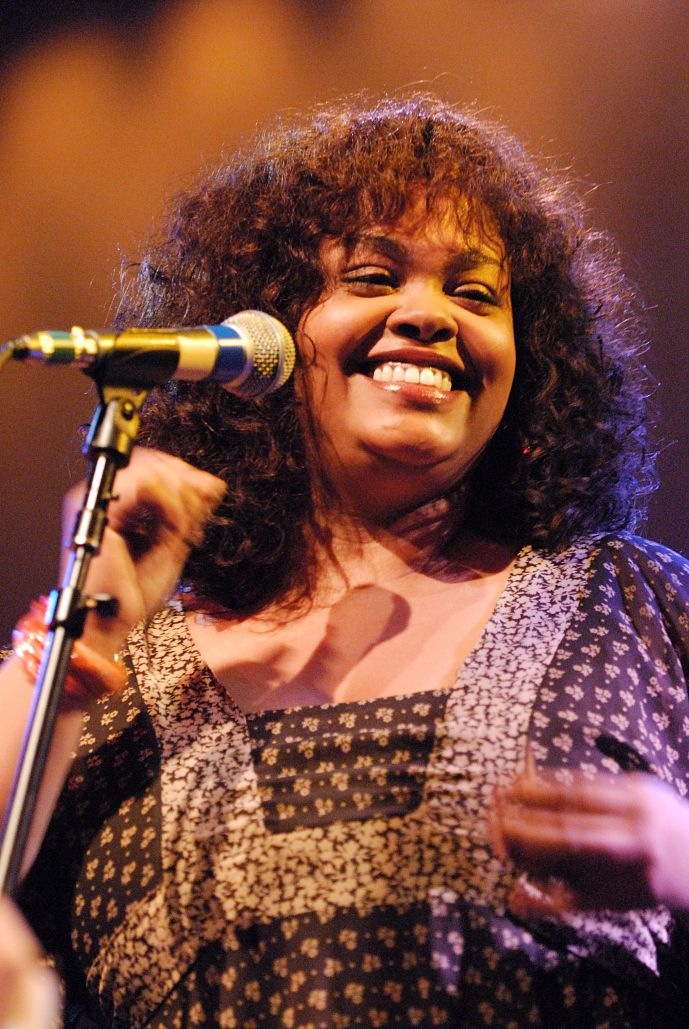
Jill Scott ha vinto in questa categoria 2 volte.

  - Erykah Badu e Common - Love of My Life (An Ode to Hip-Hop)
  - Raphael Saadiq e D'Angelo - Be Here
  - Cee-Lo - Getting Grown
  - Floetry - Floetic
- 2004
  - OutKast - Hey Ya!
  - Kelis - Milkshake
  - Musiq - Forthenight
  - Les Nubians - J'veux D'la Musique
  - Erykah Badu - Danger
- 2005
  - Jill Scott - Cross My Mind
  - N.E.R.D - She Wants to Move
  - Mos Def - Sex, Love & Money
  - Musiq - Are You Experience?
  - The Roots - Star
- 2006
  - Damian Marley - Welcome To Jamrock
  - Floetry - Supastar
  - Gorillaz - Dirty Harry
  - Van Hunt - Dust
  - Mos Def - Ghetto Rock
- 2007
  - Gnarls Barkley - Crazy
  - Sérgio Mendes feat. Erykah Badu & will.i.am - The Heat
  - Sérgio Mendes feat. Black Eyed Peas - Mas que nada
  - OutKast - Idlewild Blues (Don't Chu Worry Bout' Me)
  - Prince - 3121
- 2008
  - Lupe Fiasco feat. Jill Scott' - Daydreamin
  - Alice Smith - Dream
  - Meshell Ndegeocello - Fantasy
  - Dwele - That's the Way of the World
  - Vikter Duplaix - Make a Baby
- 2009
  - Chrisette Michele feat. will.i.am - Be Ok
  - Janelle Monáe - Many Moons
  - Maiysha - Wanna Be
  - Kenna - Say Goodbye to Love
  - Wayna feat. Koytai - Lovin U (Music)

### Anni 2010
- 2010[1]
  - India.Arie feat. Dobet Gnahore - Pearls
  - The Foreign Exchange - Daykeeper
  - Eric Roberson feat. Ben O'Neill & Michelle Thompson - A Tale Of Two
  - Tonex - Blend
  - Robert Glasper feat. Bilal - All Matter
- 2011[2]
  - Cee Lo Green - Forget You
  - Janelle Monáe feat. Big Boi - Tightrope
  - Eric Roberson - Still
  - Bilal - Little One
  - Carolyn Malachi - Orion